# Överenhörna landskommun
Överenhörna landskommun var en tidigare kommun i Södermanlands län.

## Administrativ historik
Den 1 januari 1863, när kommunalförordningarna började tillämpas, skapades över hela riket cirka 2 500 kommuner, varav 89 städer, 8 köpingar och resten landskommuner. Då inrättades i Överenhörna socken i Selebo härad i Södermanland denna kommun.
Landskommunen uppgick 1948 i Enhörna landskommun som 1967 uppgick i Södertälje stad som 1971 ombildades till Södertälje kommun.

## Politik

### Mandatfördelning i Överenhörna landskommun 1942-1946
| 6 | 9 |

| 14 |

| 7 | 8 |

| 13 |